# Заліщицький повіт (ЗУНР)
Заліщицький повіт — адміністративна одиниця у складі Західно-Української Народної Республіки, після її окупації та анексії — Польщі та СРСР.
Адміністративний центр це місто Заліщики у якого населення становило близько 5 000 мешканців

## Географія
Територія становить 718 км². Населення — 66 762 осіб.
Заліщицький повіт з півдня межував по річці Дністер з Буковиною, на заході з Бучацьким, на півночі з Чортківським, на сході з Борщівським повітами.

## У складі ЗУНР
Повіт входив до Тернопільської військової області ЗУНР. Повітовии комісаром був адвокат д-р Роман Стефанович (УНДП). Делегатом до УНРади обрали Василя Бараника.

## Під польською окупацією
Включений до складу Тернопільського воєводства після утворення воєводства у 1920 році на окупованих землях ЗУНР.

### Зміни адміністративного поділу

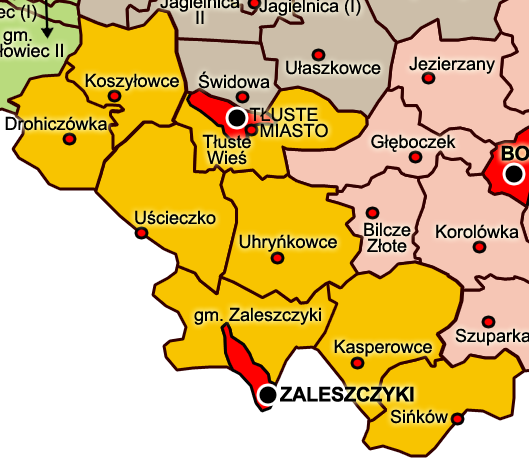
Заліщицький повіт

1 квітня 1928 р. вилучено гміну (громаду) Берем'яни з Заліщицького повіту та включено до Бучацького повіту.
Розпорядженням міністра внутрішніх справ 28 березня 1934 р. територія міста Заліщики розширена шляхом приєднання села Старі Заліщики.
15 червня 1934 р. передане з Заліщицького повіту до Чортківського село Милівці.
1 серпня 1934 р. здійснено об'єднання сільських гмін у великі сільські гміни — рівнозначні волостям.

#### Міста (міські ґміни)
1. м. Заліщики
2. містечко Тлусте — місто з 1934 р.[5]

#### Сільські ґміни
Кількість:
1920—1928 р. — 55
1928—1934 р. — 54
1934 р. — 52
1934—1939 рр. — 8
| Об'єднані сільські ґміни 1934 року | Об'єднані сільські ґміни 1934 року | Старі сільські ґміни | Кількість |
| ---------------------------------- | ---------------------------------- | --- | --------- |
| 1                                  | Ґміна Дрогічовка                   | Дрогічовка (Дорогичівка), Латач (Литячі), Хмельова (Хмелева), Сондкі (Садки), Свержковце (Свершківці), Шутромінце (Шутроминці)                                         | 6         |
| 2                                  | Ґміна Залєщики                     | Бедриковце (Бедриківці), Добровляни (Добрівляни), Дзвиняч, Жежава, Іванє (Іване-Золоте), Пєчарна (Печорна)                                                             | 6         |
| 3                                  | Ґміна Касперовце                   | Винятинце (Винятинці), Ґрудек (Городок), Голігради, Касперовце (Касперівці), Лисичники, Новосілка Костюкова, Щитовце (Щитівці)                                         | 7         |
| 4                                  | Ґміна Кошиловце                    | Буракувка (Буряківка), Кошиловце (Кошилівці), Ниркув (Нирків) (частина), Поповце (Попівці), Кошиловєцка-Слобудка (Слобідка Кошилівецька), Цаповце (Цапівці)            | 5         |
| 5                                  | Ґміна Синьків                      | Дунюв (Дунів), Зазулінце (Зозулинці), Колодрубка (Колодрібка), Косьцєльнікі (Костільники), Кулаковце (Кулаківці), Сінькув (Синьків)                                    | 6         |
| 6                                  | Ґміна Тлусте-Село                  | Ангелувка (Ангелівка), Головчинці, Каролювка (Королівка), Лісовце (Лисівці), Рожанувка (Рожанівка), Слоне (Солоне), Тлусте-Село, Шиповце (Шипівці)                     | 8         |
| 7                                  | Ґміна Угриньківці                  | Берестек (Бересток), Блищанка, Ворволінце (Ворвулинці), Гиньківці, Дуплиська, Мишкув (Мишків), Теклювка (Теклівка), Угриньковце (Угриньківці), Хартановце (Хартонівці) | 9         |
| 8                                  | Ґміна Устечко                      | Нагожани (Нагоряни), Ниркув (Нирків) (частина), Торське, Усьцєчко (Устечко), Червоногрод (Червоноград)                                                                 | 5         |
| отримала статус міської            | отримала статус міської            | Тлусте (до 01.08.1934) | 1         |
| передано до Бучацького повіту      | передано до Бучацького повіту      | Берем'яни (до 01.04.1928) | 1         |
| передано до Чортківського повіту   | передано до Чортківського повіту   | Милівці (до 15.06.1934) | 1         |

* Виділено містечка, що були у складі сільських ґмін та не мали міських прав.

### Населення
У 1907 році українці-грекокатолики становили 74 % населення повіту.
У 1939 році в повіті проживало 76 155 мешканців (55 490 українців-грекокатоликів — 72.86 %, 9 500 українців-римокатоликів — 12.47 %, 2 955 поляків — 3,88 %, 2 295 польських колоністів міжвоєнного періоду — 3.01 %, 5 865 євреїв — 7.7 % і 50 німців та інших національностей — 0.07 %).
Публіковані польським урядом цифри про національний склад повіту за результатами перепису 1931 року (з 72 021 населення ніби-то було аж 27 549 (38,25 %) поляків при 41 147 (57,13 %) українців, 3 261 (4,53 %) євреїв і 26 (0,0 %) німців) суперечать даним, отриманим від місцевих жителів (див. вище) та пропорціям за допольськими (австрійськими 1907 року) та післяпольськими (радянським 1940 і німецьким 1943) переписами.

## Радянський період
27 листопада 1939 р. повіт включено до новоутвореної Тернопільської області.
17 січня 1940 р. повіт ліквідовано в результаті поділу на райони (кожен із кількох ґмін):
- Заліщицький — з міської ґміни Заліщики та сільських ґмін Заліщики, Касперівці, Синьків і Угриньківці;
- Товстенський — з міської ґміни Товсте та сільських ґмін Тлусте-Село, Дорогичівка, Кошилівці і Устечко.